# 体育有限责任公司
体育有限责任公司（西班牙語：Sociedad Anónima Deportiva，简写为S.A.D.）是西班牙一种特殊类型的公眾有限公司。为改善体育俱乐部的财务管理和透明度，1990年引入了一种新的法律地位。许多西班牙足球和篮球俱乐部（如马德里竞技俱乐部）的官方名称末尾都有后缀S.A.D.。